# Crimea Mons
Il Crimea Mons è una struttura geologica della superficie di Io.